# A Paris Saint-Germain FC 2016–2017-es szezonja
Ez a szócikk az Paris Saint-Germain FC 2016–2017-es szezonjáról szól. A szezon 2016. augusztus 12-én kezdődött, és 2017. május 20-án ért véget.

## Mezek
| Hazai | Vendég | Harmadik |

## Jelenlegi keret
2016–2017 szezonban
| #  |     | Poszt | Név                 |
| -- | --- | ----- | ------------------- |
| 1  | GER | K     | Kevin Trapp         |
| 2  | BRA | V     | Thiago Silva ()     |
| 3  | FRA | V     | Presnel Kimpembe    |
| 4  | POL | KP    | Grzegorz Krychowiak |
| 5  | BRA | V     | Marquinhos          |
| 6  | ITA | KP    | Marco Verratti      |
| 7  | BRA | KP    | Lucas Moura         |
| 8  | ITA | KP    | Thiago Motta        |
| 9  | URU | CS    | Edinson Cavani      |
| 10 | ARG | KP    | Javier Pastore      |
| 11 | ARG | KP    | Ángel Di María      |
| 12 | BEL | V     | Thomas Meunier      |
| 14 | FRA | KP    | Blaise Matuidi      |

| #  |     | Poszt | Név                 |
| -- | --- | ----- | ------------------- |
| 16 | FRA | K     | Alphonse Aréola     |
| 17 | BRA | V     | Maxwell             |
| 19 | CIV | V     | Serge Aurier        |
| 20 | FRA | V     | Layvin Kurzawa      |
| 21 | FRA | KP    | Hatem Ben Arfa      |
| 24 | FRA | KP    | Christopher Nkunku  |
| 25 | FRA | KP    | Adrien Rabiot       |
| 29 | FRA | CS    | Jean-Kévin Augustin |
| 35 | FRA | CS    | Hervin Ongenda      |
| 36 | FRA | KP    | Jonathan Ikoné      |
| 40 | FRA | K     | Rémy Descamps       |
|    | GER | KP    | Julian Draxler      |

### Kölcsönben lévő játékosok
| # |     | Poszt | Név                                  |
| - | --- | ----- | ------------------------------------ |
|   | FRA | CS    | Jean-Christophe Bahebeck (→ Pescara) |
|   | ARG | CS    | Giovani Lo Celso (→ Rosario Central) |
|   | ESP | CS    | Jesé (→ Las Palmas)                  |
|   | ITA | CS    | Salvatore Sirigu (→ Osasuna)         |

## Átigazolások

### Érkezők
| Mezszám | Pozíció | Játékos             | Klub ahonnan jött | Ár          | Dátum            |
| ------- | ------- | ------------------- | ----------------- | ----------- | ---------------- |
| 21      | MF      | Hatem Ben Arfa      | Nice              | ingyen      | 2016. július 1.  |
| 4       | MF      | Grzegorz Krychowiak | Sevilla           | €25,000,000 | 2016. július 3.  |
| 22      | FW      | Jesé                | Real Madrid       | €25,000,000 | 2016. július 3.  |
| 12      | DF      | Thomas Meunier      | Club Brugge       | €7,000,000  | 2016. július 3.  |
| 18      | MF      | Giovani Lo Celso    | Rosario Central   | €15,000,000 | 2016. július 26. |
| 23      | MF      | Julian Draxler      | Wolfsburg         | €34,000,000 | 2017. január 3.  |
| 15      | FW      | Gonçalo Guedes      | Benfica           | €30,000,000 | 2017. január 25. |

### Távoztak
| Dátum               | Pozíció | Játékos              | Csapat ahová távozott | Ár          |
| ------------------- | ------- | -------------------- | --------------------- | ----------- |
| 2016. július 1.     | FW      | Zlatan Ibrahimović   | Manchester United     | ingyen      |
| 2016. július 4.     | DF      | Gregory van der Wiel | Fenerbahçe            | ingyen      |
| 2016. július 13.    | DF      | Lucas Digne          | Barcelona             | €16,500,000 |
| 2016. július 13.    | FW      | Wilfried Kanga       | Créteil-Lusitanos     | Kölcsönbe   |
| 2016. július 26.    | MF      | Giovani Lo Celso     | Rosario Central       | Kölcsönbe   |
| 2016. augusztus 26. | GK      | Salvatore Sirigu     | Sevilla               | Kölcsönbe   |
| 2016. augusztus 31. | MF      | Benjamin Stambouli   | Schalke 04            | Undisclosed |
| 2016. augusztus 31. | DF      | David Luiz           | Chelsea               | €38,500,000 |
| 2017. január 18.    | MF      | Jonathan Ikoné       | Montpellier           | Kölcsönbe   |
| 2017. január 31.    | FW      | Hervin Ongenda       | Zwolle                | €300,000    |
| 2017. január 31.    | FW      | Jesé                 | Las Palmas            | Kölcsönbe   |
| 2017. január 31.    | GK      | Salvatore Sirigu     | Osasuna               | Kölcsönbe   |

## 2016-os francia labdarúgó-szuperkupa
| 2016. augusztus 6. 20:45 |

| Paris Saint-Germain | 4–1         | Lyon        |
| ------------------- | ----------- | ----------- |
|                     | Jegyzőkönyv | Tolisso 87' |

| Wörthersee Stadion, Klagenfurt Nézőszám: 10,120 Játékvezető: Alexander Harkam (Ausztria) |

| Paris Saint-Germain | Lyon |

| K            | 1  | Kevin Trapp         |  |     |
| RB           | 19 | Serge Aurier        |  |     |
| CB           | 32 | David Luiz          |  | 76' |
| CB           | 3  | Presnel Kimpembe    |  |     |
| LB           | 20 | Layvin Kurzawa      |  | 76' |
| CM           | 4  | Benjamin Stambouli  |  |     |
| CM           | 8  | Thiago Motta (c)    |  |     |
| RW           | 7  | Lucas               |  |     |
| AM           | 10 | Javier Pastore      |  |     |
| LW           | 11 | Ángel Di María      |  | 67' |
| CF           | 21 | Hatem Ben Arfa      |  |     |
| Cserék:      |    |                     |  |     |
| K            | 16 | Alphonse Aréola     |  |     |
| DF           | 12 | Thomas Meunier      |  | 76' |
| DF           | 17 | Maxwell             |  | 76' |
| MF           | 6  | Marco Verratti      |  | 67' |
| MF           | 14 | Blaise Matuidi      |  |     |
| FW           | 29 | Jean-Kévin Augustin |  |     |
| FW           | 36 | Jonathan Ikoné      |  |     |
| Vezető edző: |    |                     |  |     |
| Unai Emery   |    |                     |  |     |

| K             | 1  | Anthony Lopes       |     |     |
| RB            | 20 | Rafael              |     | 65' |
| CB            | 2  | Mapou Yanga-Mbiwa   | 30' |     |
| CB            | 3  | Nicolas N’Koulou    |     |     |
| LB            | 15 | Jérémy Morel        |     |     |
| RM            | 14 | Sergi Darder        |     | 76' |
| CM            | 21 | Maxime Gonalons (c) |     |     |
| LM            | 8  | Corentin Tolisso    |     |     |
| RF            | 18 | Nabil Fekir         |     |     |
| CF            | 10 | Alexandre Lacazette | 36' | 46' |
| LF            | 27 | Maxwel Cornet       |     |     |
| Cserék:       |    |                     |     |     |
| K             | 30 | Mathieu Gorgelin    |     |     |
| DF            | 5  | Mouctar Diakhaby    |     |     |
| DF            | 13 | Christophe Jallet   |     | 65' |
| MF            | 7  | Clément Grenier     |     |     |
| MF            | 12 | Jordan Ferri        |     | 76' |
| MF            | 25 | Houssem Aouar       |     |     |
| MF            | 28 | Mathieu Valbuena    |     | 46' |
| Vezető edző:  |    |                     |     |     |
| Bruno Génésio |    |                     |     |     |

## Ligue 1
| 2016. augusztus 12. 20:00 1. forduló |

| Bastia                               | 0–1         | Paris Saint-Germain                        |
| ------------------------------------ | ----------- | ------------------------------------------ |
| Cahuzac 22' Squillaci 71' Leca 90+3' | Jegyzőkönyv | Motta 35' Kurzawa 74', 90+3' Matuidi 90+3' |

| Stade Armand Cesari, Bastia Nézőszám: 13,122 Játékvezető: Frank Schneider |

| 2016. augusztus 2. 20:45 2. forduló |

| Paris Saint-Germain                             | 3–0         | Metz         |
| ----------------------------------------------- | ----------- | ------------ |
| Aurier 31' Lucas 52' Kurzawa 67' Verratti 90+4' | Jegyzőkönyv | Mandjeck 54' |

| Parc des Princes, Párizs Nézőszám: 46,011 Játékvezető: François Letexier |

| 2016. augusztus 28. 20:45 3. forduló |

| Monaco                                                      | 3–1         | Paris Saint-Germain           |
| ----------------------------------------------------------- | ----------- | ----------------------------- |
| Moutinho 13' Bakayoko 25' Fabinho 45' (11-esből) Aurier 80' | Jegyzőkönyv | Cavani 27' 63' David Luiz 45' |

| II. Lajos Stadion, Monaco Nézőszám: 15,219 Játékvezető: Ruddy Buquet |

| 2016. szeptember 9. 20:45 4. forduló |

| Paris Saint-Germain                              | 1–1         | Saint-Étienne                                           |
| ------------------------------------------------ | ----------- | ------------------------------------------------------- |
| Verratti 25' Lucas 67' (11-esből) Krychowiak 71' | Jegyzőkönyv | Selnæs 39' Saivet 56' Malcuit 66' Pogba 69' Berić 90+3' |

| Parc des Princes, Paris Nézőszám: 44,327 Játékvezető: Benoît Bastien |

| 2016. szeptember 16. 20:45 5. forduló |

| Caen            | 0–6         | Paris Saint-Germain                                                     |
| --------------- | ----------- | ----------------------------------------------------------------------- |
| Ben Youssef 22' | Jegyzőkönyv | Cavani 12' 23' (11-esből) 38' 45+1' Kimpembe 60' Lucas 67' Augustin 79' |

| Stade Michel d'Ornano, Caen Nézőszám: 18,977 Játékvezető: Clément Turpin |

| 2016. szeptember 20. 21:00 6. forduló |

| Paris Saint-Germain                                   | 3–0         | Dijon |
| ----------------------------------------------------- | ----------- | ----- |
| Lang 15' Cavani 27' (11-esből) Kimpembe 57' Lucas 67' | Jegyzőkönyv |       |

| Parc des Princes, Párizs Nézőszám: 42,484 Játékvezető: Olivier Thual |

| 2016. szeptember 23. 20:45 7. forduló |

| Toulouse                                                     | 2–0         | Paris Saint-Germain       |
| ------------------------------------------------------------ | ----------- | ------------------------- |
| Toivonen 39' Yago 45' Bodiger 48' (11-esből) Durmaz 79', 81' | Jegyzőkönyv | Aurier 24′, 46′ Motta 75' |

| Stadium Municipal, Toulouse Nézőszám: 28,678 Játékvezető: Frank Schneider |

| 2016. október 1. 17:00 8. forduló |

| Paris Saint-Germain   | 2–0         | Bordeaux    |
| --------------------- | ----------- | ----------- |
| Cavani 3' Meunier 51' | Jegyzőkönyv | Pallois 87' |

| Parc des Princes, Párizs Nézőszám: 44,949 Játékvezető: Antony Gautier |

| 2016. október 15. 17:00 9. forduló |

| Nancy                  | 1–2         | Paris Saint-Germain               |
| ---------------------- | ----------- | --------------------------------- |
| Diarra 55' Cuffaut 70' | Jegyzőkönyv | Lucas 13' Cavani 18' Kimpembe 84' |

| Stade Marcel Picot, Tomblaine Nézőszám: 19,524 Játékvezető: Mikael Lesage |

| 2016. október 23. 20:45 10. forduló |

| Paris Saint-Germain | 0–0         | Marseille           |
| ------------------- | ----------- | ------------------- |
|                     | Jegyzőkönyv | Pelé 70' Diarra 88' |

| Parc des Princes, Párizs Nézőszám: 47,929 Játékvezető: Clément Turpin |

| 2016. október 28. 20:45 11. forduló |

| Lille                  | 0–1         | Paris Saint-Germain    |
| ---------------------- | ----------- | ---------------------- |
| Mavuba 54' Civelli 79' | Jegyzőkönyv | Kurzawa 45' Cavani 65' |

| Stade Pierre-Mauroy, Lille Nézőszám: 37,123 Játékvezető: Benoît Bastien |

| 2016. november 6. 20:45 12. forduló |

| Paris Saint-Germain                                             | 4–0         | Rennes                        |
| --------------------------------------------------------------- | ----------- | ----------------------------- |
| Fernandes 31' Cavani 43' Marquinhos 61' Rabiot 67' Verratti 79' | Jegyzőkönyv | Mendes 48' Pedro Henrique 51' |

| Parc des Princes, Párizs Nézőszám: 42,002 |

| 2016. november 19. 17:00 13. forduló |

| Paris Saint-Germain              | 2–0         | Nantes        |
| -------------------------------- | ----------- | ------------- |
| Di María 13' Jesé 90' (11-esből) | Jegyzőkönyv | Thomasson 67' |

| Parc des Princes, Párizs Nézőszám: 44,258 Játékvezető: François Letexier |

| 2016. november 27. 20:45 14. forduló |

| Lyon                     | 1–2         | Paris Saint-Germain                                                                            |
| ------------------------ | ----------- | ---------------------------------------------------------------------------------------------- |
| Ferri 45+2' Valbuena 58' | Jegyzőkönyv | Ben Arfa 19' Cavani 30' (11-esből) 81' Matuidi 43' Motta 75' Aurier 83' Silva 86' Verratti 89' |

| Parc Olympique Lyonnais, Lyon Nézőszám: 55,107 Játékvezető: Ruddy Buquet |

| 2016. november 30. 21:00 15. forduló |

| Paris Saint-Germain                      | 2–0         | Angers       |
| ---------------------------------------- | ----------- | ------------ |
| Silva 34' Cavani 66', 67' Krychowiak 84' | Jegyzőkönyv | Diedhiou 80' |

| Parc des Princes, Párizs Nézőszám: 40,597 Játékvezető: Frank Schneider |

| 2016. december 3. 17:00 16. forduló |

| Montpellier                            | 3–0         | Paris Saint-Germain   |
| -------------------------------------- | ----------- | --------------------- |
| Lasne 42' esz-Szhírí 48' Boudebouz 80' | Jegyzőkönyv | Nkunku 18' Cavani 58' |

| Stade de la Mosson, Montpellier Nézőszám: 17,132 Játékvezető: Bartolomeu Varela |

| 2016. december 11. 20:45 17. forduló |

| Paris Saint-Germain                  | 2–2         | Nice                                                         |
| ------------------------------------ | ----------- | ------------------------------------------------------------ |
| Kurzawa 41' Cavani 46' 59' Motta 77' | Jegyzőkönyv | Sarr 11' Cyprien 32' Pléa 45+3' Balotelli 83' Belhanda 90+3' |

| Parc des Princes, Párizs Nézőszám: 47,665 Játékvezető: Clément Turpin |

| 2016. december 17. 17:00 18. forduló |

| Guingamp | 2–1         | Paris Saint-Germain |
| -------- | ----------- | ------------------- |
|          | Jegyzőkönyv | Cavani 80'          |

| Stade de Roudourou, Guingamp Játékvezető: Fredy Fautrel |

| 2016. december 21. 20:50 19. forduló |

| Paris Saint-Germain                                             | 5–0         | Lorient       |
| --------------------------------------------------------------- | ----------- | ------------- |
| Meunier 25' Touré 44' Silva 50' Cavani 63' (11-esből) Lucas 70' | Jegyzőkönyv | Delecroix 62' |

| Parc des Princes, Párizs Nézőszám: 44,844 Játékvezető: Johan Hamel |

| 2017. január 14. 17:00 20. forduló |

| Rennes | 0–1         | Paris Saint-Germain                |
| ------ | ----------- | ---------------------------------- |
|        | Jegyzőkönyv | Verratti 29' Draxler 39' Motta 62' |

| Roazhon Park, Rennes Játékvezető: Benoît Bastien |

| 2017. január 21. 17:00 21. forduló |

| Nantes                    | 0–2         | Paris Saint-Germain         |
| ------------------------- | ----------- | --------------------------- |
| Diego Costa 65' Pardo 69' | Jegyzőkönyv | Cavani 21' 65' Verratti 30' |

| Stade de la Beaujoire, Nantes Nézőszám: 32,858 Játékvezető: Johan Hamel |

| 2017. január 29. 21:00 22. forduló |

| Paris Saint-Germain   | 1–1         | Monaco                 |
| --------------------- | ----------- | ---------------------- |
| Cavani 81' (11-esből) | Jegyzőkönyv | Sidibé 82' Silva 90+2' |

| Parc des Princes, Párizs Nézőszám: 47,238 Játékvezető: Frank Schneider |

| 2017. február 4. 20:00 23. forduló |

| Dijon                 | 1–3         | Paris Saint-Germain                                 |
| --------------------- | ----------- | --------------------------------------------------- |
| Tavares 31' Rüfli 53' | Jegyzőkönyv | Lucas 29' Motta 32' Silva 81' Cavani 85' Aurier 87' |

| Stade Gaston Gérard, Dijon Nézőszám: 13,416 Játékvezető: Amaury Delerue |

| 2017. február 7. 21:00 24. forduló |

| Paris Saint-Germain                 | 2–1         | Lille                                                |
| ----------------------------------- | ----------- | ---------------------------------------------------- |
| Kimpembe 60' Cavani 70' Lucas 90+2' | Jegyzőkönyv | Benzia 30' Corchia 83' De Préville 86' Enyeama 90+2' |

| Parc des Princes, Párizs Nézőszám: 42,885 Játékvezető: François Letexier |

| 2017. február 10. 20:45 25. forduló |

| Bordeaux | 0–3         | Paris Saint-Germain                  |
| -------- | ----------- | ------------------------------------ |
|          | Jegyzőkönyv | Cavani 6' 47' Motta 21' Di María 40' |

| Matmut Atlantique, Bordeaux Nézőszám: 37,823 Játékvezető: Nicolas Rainville |

| 2017. február 19. 21:00 26. forduló |

| Paris Saint-Germain | 0–0         | Toulouse                          |
| ------------------- | ----------- | --------------------------------- |
| Kimpembe 17'        | Jegyzőkönyv | Adou 38' Braithwaite 49' Yago 72' |

| Parc des Princes, Párizs Nézőszám: 45,492 Játékvezető: Amaury Delerue |

| 2017. február 26. 21:00 27. forduló |

| Marseille                      | 1–5         | Paris Saint-Germain                                                         |
| ------------------------------ | ----------- | --------------------------------------------------------------------------- |
| Evra 38' Fanni 69' Cabella 84' | Jegyzőkönyv | Marquinhos 6' Cavani 16' Verratti 29' Lucas 50' Draxler 61' 83' Matuidi 72' |

| Marseille Nézőszám: 65,252 Játékvezető: Benoît Bastien |

| 2017. március 4. 17:00 28. forduló |

| Paris Saint-Germain                            | 1–0         | Nancy                            |
| ---------------------------------------------- | ----------- | -------------------------------- |
| Matuidi 46' Kimpembe 61' Cavani 80' (11-esből) | Jegyzőkönyv | Maouassa 37' Dia 45+3' Koura 55' |

| Parc des Princes, Párizs Nézőszám: 47,032 Játékvezető: Antony Gautier |

| 2017. március 12. 21:00 29. forduló |

| Lorient                             | 1–2         | Paris Saint-Germain        |
| ----------------------------------- | ----------- | -------------------------- |
| Ciani 69' Moreira 72' Peybernes 83' | Jegyzőkönyv | Jeannot 28' Nkunku 52' 76' |

| Stade du Moustoir, Lorient Nézőszám: 13,643 Játékvezető: Tony Chapron |

| 2017. március 19. 21:00 30. forduló |

|                                       | 2–1         | Lyon                      |
| ------------------------------------- | ----------- | ------------------------- |
| Rabiot 16' 34' Cavani 20' Draxler 40' | Jegyzőkönyv | Lacazette 6' Gonalons 64' |

| Parc des Princes, Párizs Nézőszám: 47,253 Játékvezető: Clément Turpin |

| 2017. április 9. 21:00 31. forduló |

| Paris Saint-Germain                                  | 4–0         | Guingamp           |
| ---------------------------------------------------- | ----------- | ------------------ |
| Rabiot 32' Di María 56' Cavani 60' 71' Matuidi 90+2' | Jegyzőkönyv | Deaux 62' Coco 73' |

| Parc des Princes, Párizs Nézőszám: 45,944 Játékvezető: Ruddy Buquet |

| 2017. április 14. 20:45 32. forduló |

| Angers | –           | Paris Saint-Germain |
| ------ | ----------- | ------------------- |
|        | Jegyzőkönyv |                     |

| Stade Raymond Kopa Játékvezető: Tony Chapron |

## Bajnokok Ligája

### A csoport
| Hely. | Csapat                  | M | Gy | D | V | G+ | G– | Gk  | P  | Továbbjutás                             |
| ----- | ----------------------- | - | -- | - | - | -- | -- | --- | -- | --------------------------------------- |
| 1.    | Arsenal (T)             | 6 | 4  | 2 | 0 | 18 | 6  | +12 | 14 | Továbbjut az egyenes kieséses szakaszba |
| 2.    | Paris Saint-Germain (T) | 6 | 3  | 3 | 0 | 13 | 7  | +6  | 12 | Továbbjut az egyenes kieséses szakaszba |
| 3.    | Ludogorec Razgrad       | 6 | 0  | 3 | 3 | 6  | 15 | −9  | 3  | Átkerül az Európa-ligába                |
| 4.    | FC Basel                | 6 | 0  | 2 | 4 | 3  | 12 | −9  | 2  |                                         |

| 2016. szeptember 13. 20:45 |

| Paris Saint-Germain | 1–1               | Arsenal     |
| ------------------- | ----------------- | ----------- |
| Cavani 1'           | (1–0) Jegyzőkönyv | Sánchez 78' |

| Parc des Princes, Párizs Játékvezető: Kassai Viktor (magyar) |

| 2016. szeptember 28. 20:45 |

| Ludogorec Razgrad | 1–3               | Paris Saint-Germain        |
| ----------------- | ----------------- | -------------------------- |
| Natanael 16'      | (1–1) Jegyzőkönyv | Matuidi 41' Cavani 56' 60' |

| Ludogorets Arena, Razgrad Játékvezető: Pavel Královec (cseh) |

| 2016. október 19. 20:45 |

| Paris Saint-Germain                            | 3–0               | FC Basel |
| ---------------------------------------------- | ----------------- | -------- |
| Di María 40' Lucas 62' Cavani 90+3' (11-esből) | (1–0) Jegyzőkönyv |          |

| Parc des Princes, Párizs Játékvezető: Deniz Aytekin (német) |

| 2016. november 1. 20:45 |

| FC Basel  | 1–2               | Paris Saint-Germain     |
| --------- | ----------------- | ----------------------- |
| Zuffi 76' | (0–1) Jegyzőkönyv | Matuidi 43' Meunier 90' |

| St. Jakob-Park, Bázel Játékvezető: Ovidiu Hațegan (román) |

| 2016. november 23. 20:45 |

| Arsenal                           | 2–2               | Paris Saint-Germain          |
| --------------------------------- | ----------------- | ---------------------------- |
| Giroud 45+1' Verratti 60' (öngól) | (1–1) Jegyzőkönyv | Cavani 18' Iwobi 77' (öngól) |

| Emirates Stadion, London Játékvezető: Felix Brych (német) |

| 2016. december 6. 20:45 |

| Paris Saint-Germain       | 2–2               | Ludogorec Razgrad          |
| ------------------------- | ----------------- | -------------------------- |
| Cavani 61' Di María 90+2' | (0–1) Jegyzőkönyv | Misidjan 15' Wanderson 69' |

| Parc des Princes, Párizs Játékvezető: Anasztásziosz Szidirópulosz (görög) |

## Nyolcaddöntők
A nyolcaddöntők sorsolását 2016. december 12-én tartották. Az első mérkőzéseket 2017. február 14. és 22. között, a visszavágókat március 7. és 15. között játsszák.

| 2017. február 14. 20:45 |

| Paris Saint-Germain                     | 4–0               | FC Barcelona |
| --------------------------------------- | ----------------- | ------------ |
| Di María 18' 55' Draxler 40' Cavani 72' | (2–0) Jegyzőkönyv |              |

| Parc des Princes, Párizs Játékvezető: Szymon Marciniak (lengyel) |

| 2017. március 8. 20:45 |

| FC Barcelona                                                                   | 6 – 1               | Paris Saint-Germain |
| ------------------------------------------------------------------------------ | ------------------- | ------------------- |
| L. Suárez 3' Kurzawa 40' Messi 50' (11-esből) Neymar 88' 90+1' S.Roberto 90+5' | (2 – 0) Jegyzőkönyv | Cavani 62'          |

| Camp Nou, Barcelona Játékvezető: Deniz Aytekin (német) |